# Camille Dias
Camille Dias (* 28. August 1996 in Delémont) ist eine ehemalige schweizerisch-portugiesische Skirennfahrerin.

## Karriere
Dias wurde als Kind portugiesischer Einwanderer im Kanton Jura geboren. Ihr internationales Debüt als Skirennfahrerin gab sie am 10. Januar 2012 bei einem FIS-Slalom in Adelboden. Damals startete sie noch für den Schweizer Skiverband, wechselte jedoch bereits nach der Saison 2012/13 zum portugiesischen Verband.
2014 nahm sie zum ersten Mal an einem internationalen Grossereignis teil. Bei den Olympischen Winterspielen in Sotschi erreichte sie als beste Platzierung im Slalom den 40. Rang. An diesen Erfolg konnte sie jedoch nicht mehr anknüpfen, so belegte sie im darauffolgenden Jahr bei den Juniorenweltmeisterschaften in Hafjell lediglich Platz 48 im Slalom.
Ihr letztes internationales Rennen bestritt Dias am 13. März 2016 in Saint-Gervais-les-Bains, danach trat sie nicht mehr als Rennfahrerin in Erscheinung.

## Erfolge

### Olympische Winterspiele
- Sotschi 2014: 40. Slalom, 59. Riesenslalom

### Juniorenweltmeisterschaften
- Hafjell 2015: 48. Slalom, DNF Riesenslalom

### Weitere Erfolge
- 2 Podestplätze bei FIS-Rennen